# Abū Lubāba
Abū Lubāba ibn ʿAbd al-Mundhir (arabisch أبو لبابة بن عبد المنذر, DMG Abū Lubāba ibn ʿAbd al-Munḏir) war zu Zeiten Mohammeds ein Mitglied des in Yathrib (Medina) ansässigen arabischen Stammes der Amr ibn Auf, im Stammesverbund der Banu Aus.

## Seine Identität
Er soll, einer kurzen Bemerkung bei Ibn ʿAbd al-Barr nach Ibn Ishāq zufolge, bei der zweiten Huldigung von Aqaba einer der zwölf Nuqaba’ (Anführer) gewesen sein; dort wird er mit seinem vollständigen Namen angeführt: Rifa'a ibn ’Abd al-Mundhir.
Al-Baladhuri berichtet indes in seinem genealogischen Werk, dass Abu Lubaba ein Sohn von Mundhir – nicht: ’Abd al-Mundhir –, mit dem Namen Zaid, ein Sklave der Banu Quraiza gewesen und von Mohammed freigekauft worden sei. In anderen Quellen der islamischen Geschichtsschreibung trägt er die Namen Baschir/Buschair und Rifa’a bzw. Mubaschschir. Denn ’Abd al-Mundhir soll drei Söhne mit diesen Namen gehabt haben. Buschair / Abu Lubaba nahm an der Schlacht von Badr, der Schlacht von Uhud der Schlacht von Sawiq und an der Belagerung der Banu Qainuqa teil; einigen Berichten zufolge kämpfte er auch bei Badr. Buschair/Abu Lubaba ibn al-Mundhir hatte eine Tochter: Lubaba, die mit Zaid, dem Bruder der späteren Kalifen ʿUmar ibn al-Chattāb, verheiratet war.

## Abu Lubaba und die Banu Quraiza
Abu Lubaba wird von Ibn Ishaq erwähnt, als er, nach der Grabenschlacht, als Mohammed und die ihm unterstellten Stämme Medinas, die Banu Quraiza belagerten, von diesen zu Verhandlungen gerufen wurde. Die Banu Aus waren vor Mohammeds Ankunft in Medina Verbündete der jüdischen Banu Quraiza, weshalb diese, wie Ibn Ishaq berichtet, ihm trauten. Laut Ibn Ishaq antwortete Abu Lubaba, auf die Frage der Juden, ob sie sich Mohammeds Urteil unterstellen sollten, mit,,Ja” und deutete gleichzeitig auf seine Kehle, womit er darauf hindeuten wollte, dass sie dann getötet werden würden, was später auch so geschah.
Abu Lubaba bereute schon auf dem Rückweg, dass er diesen Plan Mohammeds verriet und band sich deshalb in einer Moschee an eine Säule, um so lange zu verweilen, bis Gott ihm verziehen hat. Auf dem Weg zum Morgengebet wurde er dann von Mohammed befreit, was Abu Lubaba als Verzeihung Gottes wertete. An diesem Morgen ergaben sich auch die Banu Quraiza, was mit dem Tod aller Männern und der Versklavung der Frauen und Kinder endete. Der Theologe und Rechtsgelehrte Ibn al-Dschauzī († 1200) berichtet, dass noch zehn weitere Personen, die von der Expedition nach Tabuk zurückgeblieben sind, sich an die Säulen gefesselt hätten; Sure 9, Vers 102 soll über diese Personen offenbart worden sein.

## Abu Lubaba und die „Moschee der Schikane“
Mit den Amr Ibn Auf und den Banu Aus von Medina soll er den Bau der Moschee der medinensischen Opposition Mohammeds, der sogenannten „Moschee der Schikane“ – siehe Sure 9, Vers 107 – durch die Bereitstellung von Bauholz gefördert haben. Nach der Zerstörung der Kultstätte auf den Befehl des Propheten errichtete Abu Lubaba in der Nähe sein eigenes Haus und verwendete dasselbe Holzmaterial. Allerdings hing über dem Haus ein Fluch: darin ist kein Kind geboren worden, heißt es bei Ibn Hischām. Einigen Berichten zufolge gehörte Abu Lubaba – bei kontroverser Angabe seines Namens (siehe oben) – zu der Opposition Mohammeds, die von der Expedition nach Tabuk, an die Grenze zum Byzantinischen Reich, zurückgeblieben sind und in Mohammeds Abwesenheit die „Moschee der Schikane“ gebaut haben. Der maghazi-Autor al-Wāqidī hebt allerdings hervor, dass Abu Lubaba, im Gegensatz zu den anderen Erbauern der Moschee, nicht zu den sog. „Heuchlern“, der Opposition Mohammeds gehörte.